# Peurifoy
Il generale Peurifoy è un personaggio appena accennato dall'opera di Isaac Asimov Il Ciclo delle Fondazioni.

## Il mito
Peurifoy visse in un'epoca in cui l'Impero Galattico era all'apice della sua potenza, e sfruttando al meglio l'enorme potenza della Grande Flotta seppe far divenire l'Impero ciò che divenne, cioè uno Stato esteso sulla totalità della Via Lattea, dando inizio alla cosiddetta Pax Imperium.

## Dopo Peurifoy
Anche il generale Bel Riose compì eroiche imprese per la gloria di Sua Augusta Maestà l'Imperatore, nonostante sia vissuto in un'epoca di decadenza imperiale.
Risulta indubbio che Riose si sia ispirato a Peurifoy, come testimonia l'Enciclopedia Galattica.